# Martin Barry
Martin Barry (* 28. März 1802 in Fratton, Portsmouth; † 27. April 1855 in Beccles, Suffolk) war ein britischer Mediziner, Embryologe und Histologe.

## Leben und Wirken
Barry war ein Sohn von Alexander Barry und dessen Frau Dinah.
Barry studierte Medizin in Edinburgh, Paris, Erlangen, Berlin, London. 1833 erlangte er in Edinburgh den Grad eines dem M.D. Anschließend studierte er in Heidelberg, wo er Schüler von Friedrich Tiedemann war. Barry war Anstaltschirurg am Royal Maternity Hospital in Edinburgh, wo er vor allem Geburtshilfe leistete.
Barry beobachtete 1839 erstmals Furchung in Säugereizellen. 1843 entdeckte er Spermatozooen in der Eizelle von Kaninchen und damit den Mechanismus der Empfängnis. Das wurde von Theodor Ludwig Wilhelm Bischoff bestritten und führte zu einer Kontroverse, bis Bischoff die Beobachtungen anerkannte. Endgültig geklärt wurde das 1874, als Oscar Hertwig direkt die Befruchtung eines Seeigel-Eis beobachtete.
Ab 1849 besuchte er Prag, Giessen und Breslau, wo er Jan Evangelista Purkyně besuchte. 1853 war er wieder in England, wo er sich in Beccles niederließ und mikroskopische Studien betrieb.

## Ehrungen
Am 18. April 1836 wurde Barry als Mitglied („Fellow“) in die Royal Society of Edinburgh gewählt. Am 13. Februar 1840 wurde er als Mitglied („Fellow“) in die Royal Society gewählt, deren Royal Medal er 1839 für Arbeiten zur Embryologie erhielt. Barry war Mitglied des Royal College of Surgeons of Edinburgh. 1836 amtierte er als Präsident der Royal Medical Society.

## Schriften (Auswahl)
- Mémoire sur l’application du baromètre à l’étude de la circulation du sang et de la respiration chez les animaux vertébrés. In: Annales des sciences naturelles. Band 10, 1827, S. 415–423 (Digitalisat).
- Recuerches sur le passage du sang à travers le coeur. In: Annales des sciences naturelles. Band 11, 1827, S. 113–235 (Digitalisat).
- Ascent to the summit of Mont Blanc 16th–18th of 9th month, (september) 1834. In: The Edinburgh new philosophical journal. Band 18, 1835, S. 106–120 (Digitalisat).
  - Ersteigung des Montblanc am 16. bis 18. September 1834. In: Notizen aus dem Gebiete der Natur- und Heilkunde. Band 44, März 1835, Sp. 1–7, 17–23 (Digitalisat).
- On the unity of structure in the animal kingdom. In: The Edinburgh new philosophical journal. Band 22, 1837, S. 116–141, 345–364 (Digitalisat, Separatdruck).
- Researches in embryology.
  - First series. In: Philosophical Transactions of the Royal Society. Band 128, 1838, S. 301–341 (doi:10.1098/rstl.1838.0016, JSTOR:108200).
  - Second series. In: Philosophical Transactions of the Royal Society. Band 129, 1839, S. 307–380 (doi:10.1098/rstl.1839.0021, JSTOR:108179).
  - Third series: A contribution to the physiology of cells. In: Philosophical Transactions of the Royal Society. Band 130, 1840, S. 529–593 (doi:10.1098/rstl.1840.0024, JSTOR:108232).
  - Supplementary note to a paper entitled “Researches in embryology. Third series: A contribution to the physiology of cells.”. In: Philosophical Transactions of the Royal Society. Band 131, 1841, S. 193 (doi:10.1098/rstl.1841.0016, JSTOR:108252).
  - Researches in embryology; a note supplementary to papers published in the Philosophical Transactions for 1838, 1839 and 1840, showing the confirmation of the principal facts there recorded, and pointing out a correspondence between certain structures connected with the mammiferous ovum and other ova. In: Abstracts of the papers communicated to the Royal Society of London. Band 6, 1854, S. 335–336 (Digitalisat, doi:10.1098/rspl.1850.0125).
- On the first changes consequent on fecundation in the mammiferous ovum, with special reference to a communication “On the development of the fish in the Egg,” by Professor Agassiz. In: Report of the tenth meeting of the British Association for the Advancement of Science; held at Glasgow in August 1840. London 1841, S. 129–130 (Digitalisat).
- On the corpuscles of the blood.
  - In: Philosophical Transactions of the Royal Society. Band 130, 1840, S. 595–612 (doi:10.1098/rstl.1840.0025, JSTOR:108233).
  - Part II. In: Philosophical Transactions of the Royal Society. Band 131, 1841, S. 201–216 (doi:10.1098/rstl.1841.0018, JSTOR:108254).
  - Part III. In: Philosophical Transactions of the Royal Society. Band 131, 1841, S. 217–268 (doi:10.1098/rstl.1841.0019, JSTOR:108255).
- On the chorda dorsalis. In: Philosophical Transactions of the Royal Society. Band 131, 1841, S. 195–199 (doi:10.1098/rstl.1841.0017, JSTOR:108253).
- Note regarding the structure of muscle. In: The London, Edinburgh and Dublin philosophical magazine and journal of science. 3. Folge, Band 21, Nr. 139, 1842, S. 351 (Digitalisat, doi:10.1080/14786444208621574).
- On fibre. In: Philosophical Transactions of the Royal Society. Band 132, 1842, S. 89–135 (doi:10.1098/rstl.1842.0008, JSTOR:108146).
  - Neue Untersuchungen über die schraubenförmige Beschaffenheit der Elementarfasern der Muskeln, nebst Beobachtungen über die muskulöse Natur der Flimmerhärchen. In: Archiv für Anatomie, Physiologie und wissenschaftliche Medicin. Jahrgang 1850, S. 529–596 (Digitalisat) – übersetzt und erweitert durch Jan Evangelista Purkyně.
- “On Fibre:” additional observation. In: Abstracts of the papers printed in the Philosophical Transactions of the Royal Society of London. Band 4, 1842, S. 384–386 (Digitalisat).
- Note in reply to Dr. Griffith's remarks on the pitted tissue of plants, on muscle, &c. In: The Annals and magazine of natural history; zoology, botany, and geology. Band 11, 1843, S. 278–280 (Digitalisat).
- The cells in the ovum compared with corpuscles of the blood. – On the difference in size of the blood-corpuscles in different animals. In: The Edinburgh new philosophical journal. Band 35, 1843, S. 320–322 (Digitalisat).
- Facts relating to the corpuscles of mammiferous blood. In: The London, Edinburgh and Dublin philosophical magazine and journal of science. 3. Folge, Band 22, Nr. 146, 1843, S. 368–370 (Digitalisat, doi:10.1080/14786444208621574).
- Spermatozoa observed within the mammiferous ovum. In: Philosophical Transactions of the Royal Society. Band 133, 1843, S. 33 (doi:10.1098/rstl.1843.0005, JSTOR:108372).
- On fissiparous generation. In: Abstracts of the papers printed in the Philosophical Transactions of the Royal Society of London. Band 4, 1842, S. 441–442 (Digitalisat).
- Remarks on a work by Prof. Bischoff of Heidelberg, entitled “Entwickelungsgeschichte des Kaninchen-Eies” (History of the development of the ovum of the rabbit), 1842. In: The Lancet. Band 41, Nr. 1056, 25. November 1843, S. 262–265 (doi:10.1016/S0140-6736(02)38422-8).
  - = In: The London, Edinburgh and Dublin philosophical magazine and journal of science. 3. Folge, Band 24, Nr. 156, 1844, S. 42–49 (Digitalisat, doi:10.1080/14786444408644798).
- On the nucleus of the animal and vegetable “cell”. In: The Edinburgh new philosophical journal. Band 43, 1847, S. 201–229 (Digitalisat, Separatdruck).
- On a singular locality chosen for its nest by the Black Red-Start (Sylvia Tethys). In: Report of the 22nd meeting of the British Association for the Advancement of Science; held at Belfast in September 1852. London 1853, S. 71–72 (Digitalisat).
- Renewed inquiries concerning the spiral structure of muscle, with observations on the muscularity of cilia. In: The London, Edinburgh and Dublin philosophical magazine and journal of science. 4. Folge, Band 4
  - Nr. 23, 1852, S. 81–98 (Digitalisat, doi:10.1080/14786445208647079).
  - Nr. 24, 1852, S. 177–185 (Digitalisat, doi:10.1080/14786445208647100).
- A main cause of discordant views on the structure of the muscular fibril. In: The London, Edinburgh and Dublin philosophical magazine and journal of science. 4. Folge, Band 6, Nr. 40, 1853, S. 364–372 (Digitalisat, doi:10.1080/14786445308647382).
- Further remarks on the muscularity of cilia. In: The London, Edinburgh and Dublin philosophical magazine and journal of science. 4. Folge, Band 6, Nr. 40, 1853, S. 372–374 (Digitalisat, doi:10.1080/14786445308647383).
- On animal and vegetable fibre as originally composed of twin spiral filaments, in which every other structure has its origin; a note showing the confirmation by Agardh, in 1852, of observations recorded in the Philosophical Transactions for 1842. In: Abstracts of the papers communicated to the Royal Society of London. Band 6, 1854, S. 293–295 (Digitalisat, doi:10.1098/rspl.1850.0104).
- On the penetration of spermatozoa into the interior of the ovum; a note showing this to have been recorded as an established fact in the Philosophical Transactions for 1843. In: Abstracts of the papers communicated to the Royal Society of London. Band 6, 1854, S. 295 (Digitalisat, doi:10.1098/rspl.1850.0106).
- Remarks on Quekett’s Histology, On Kölliker’s Human histology, and on the physiological importance of the nucleus of the cell. 1854 (Separatdruck).
  - In: Monthly journal of medical science. Band 18, 1854, S. 518–528 (Digitalisat).
  - In: Monthly journal of medical science. Band 19, 1854, S. 10–24.
- On vesicles in the abdominal cavity and uterus, containing a mulberry-like body rotating on its axis, and on the expulsion of the ovisac from the ovary. In: The Edinburgh new philosophical journal. Band 56, 1854, S. 319–328 (Digitalisat).
- An attempt to show the mode of origin of the cell-membrane, and the nature of the earliest pores. In: The London, Edinburgh and Dublin philosophical magazine and journal of science. 4. Folge, Band 8, Nr. 52, 1854, S. 282–287 (Digitalisat, doi:10.1080/14786445408651933).
- Some account of the discoveries of Keber on the porosity of bodies; with confirmations.
  - In: The London, Edinburgh and Dublin philosophical magazine and journal of science. 4. Folge, Band 8, Nr. 52, 1854, S. 287–293 (Digitalisat, doi:10.1080/14786445408651934).
  - In: The London, Edinburgh and Dublin philosophical magazine and journal of science. 4. Folge, Band 8, Nr. 53, 1854, S. 370–380 (Digitalisat, doi:10.1080/14786445408651947).
- Confirmation in two quarters of the discovery by Keber, of the penetration of a remarkable body, believed by him to be a spermatozoon, into the ovum of the fresh-water mussel. In: Monthly journal of medical science. Band 20, 1855, S. 33–36 (Digitalisat).